# Павловська Олександра Георгіївна
Олександра Георгіївна Павловська (нар. 11 грудня 1928, Київ — 2019) — українська художниця; член Спілки радянських художників України з 1960 року. Дружина художника Георгія Якутовча, мати художників Сергія і Дмитра Якутовичів.

## Біографія

Могила Олександри Павловської, Байкове кладовище

Народилася 11 грудня 1928 року в місті Києві (нині Україна). Упродовж 1947—1954 років навчалася у Київському художньому інституті, де її педагогами були зокрема Василь Касіян, Олександр Пащенко, Іларіон Плещинський, Сергій Григор'єв.
Жила у Києві в будинку на вулиці Кудрявській, № 47, квартира № 1 та в будинку на вулиці Курганівській, № 3, квартира № 60.
Померла у 2019 році. Похована разом з чоловіком на Байковому кладовищі (ділянка № 49а).

## Творчість
Працювала в галузях книжкової графіки (переважно у техніках акварелі, гуаші, туші) та плаката. Серед робіт:
- плакат «Трудодні за чесну колгоспну працю» (1955);

ілюстрації та оформлення дитячих книг
- «Хлопчик і люта ведмедиця» (1955);
- «Осетинські казки» (1956);
- «Коза-дереза» (1957);
- «Золота прялочка» (1957);
- «Кирило Кожум'яка» (1958);
- «На зеленому горбочку» Лесі Українки (1959);
- «Нарівні ягоди» (1960);
- «Срібне блюдечко і наливне яблучко» (1963);
- «Казки» Шарля Перро (1964);
- «П'єси-казки» Самуїла Маршака (1966);
- «Чарівні ягоди» (1968);
- «Казка про золотого півника» Олесандра Пушкіна (1968);
- «Троянові діти» Наталі Забіли (1971);
- «Казка про Чугайстра» Платона Воронька (1972).

Брала участь у республіканських виставках з 1952 року, всесоюзних — з 1954 року, зарубіжних — з 1960 року, зокрема 1953 року взяла участь у пересувній виставці творів українських радянських художників у Львові, Ужгороді, Чернівцях та Запоріжжі.